# ルシタニア語
ルシタニア語（Lusitanian）は古代イベリア半島の言語。インド・ヨーロッパ語族に属す。イタリック語派、ケルト語派双方とのつながりがある。記録された文字資料は5点しかないが、現在のポルトガルとスペインに当たる範囲で話されていたことがわかっている。
イタリック語派、ケルト語派の双方の特徴がみられることは、両語派の祖先であるイタロ・ケルト語から直接派生した言語である可能性を示している。その分布からビーカー文化の担い手であったかもしれない。